# Architecture nubienne

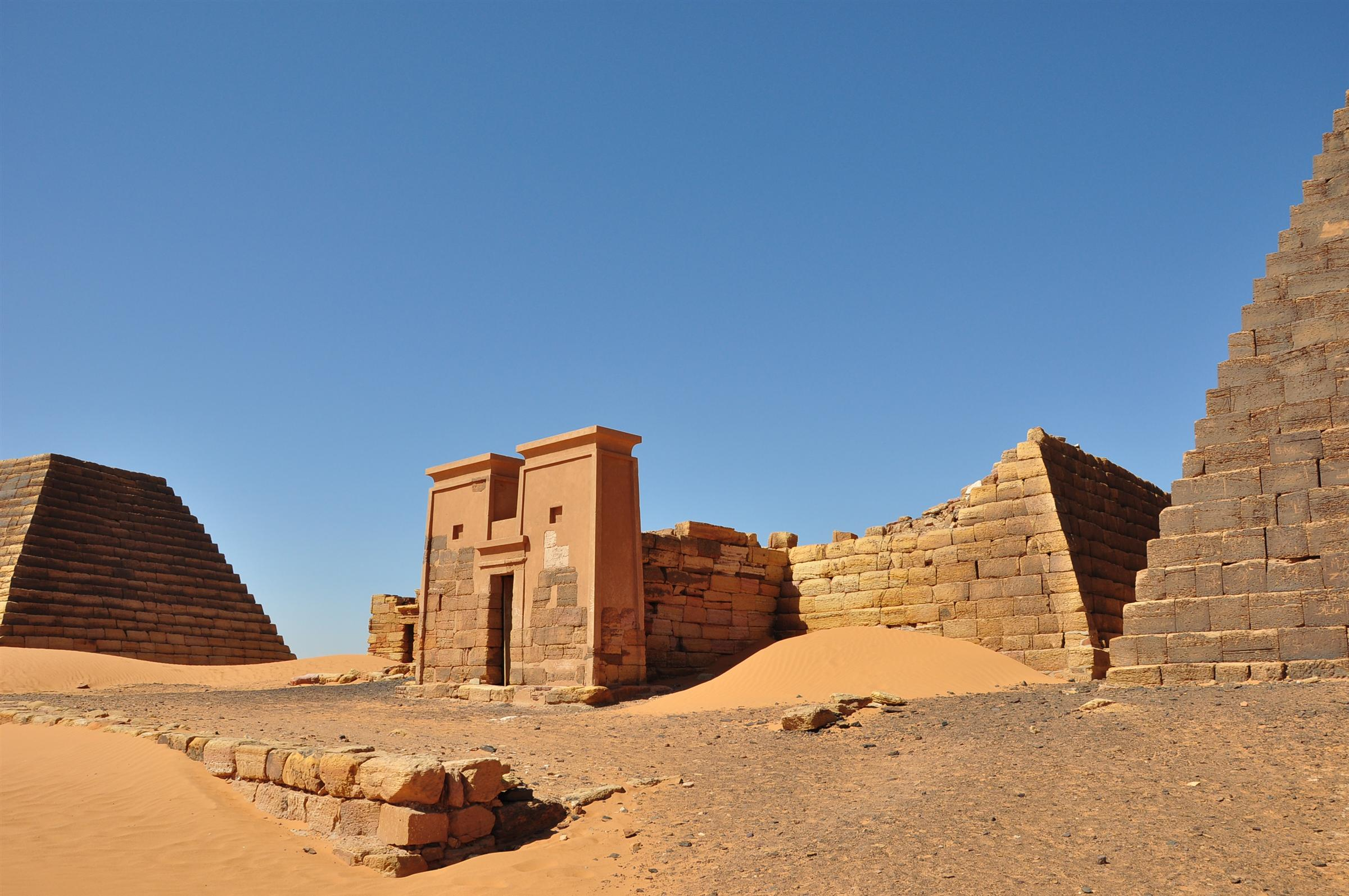
Pyramides méroïtiques

L'architecture nubienne est une architecture antique et variée. Des villages permanents ont été trouvés en Nubie, datant de 6000 avant J-C. La région que l'on appelle la Nubie et qui appartient aujourd'hui en partie au Soudan, était peuplée durant l'Antiquité par les habitants du royaumes de Koush.

## Histoire

### Néolithique
L'architecture nubienne la plus ancienne utilisait des matériaux périssables, du clayonnage et torchis, des briques de terre crue, de la peau animale et d'autres matériaux souples et légers. Cette architecture primitive se composait d'habitats troglodytiques, communs à de nombreuses cultures du Néolithique, comme on le voit dans le temple taillé dans la roche de la grotte de Sofala. Les Égyptiens antiques généralisèrent le recours à ces excavations, appelées des spéos, pendant le Nouvel Empire égyptien.

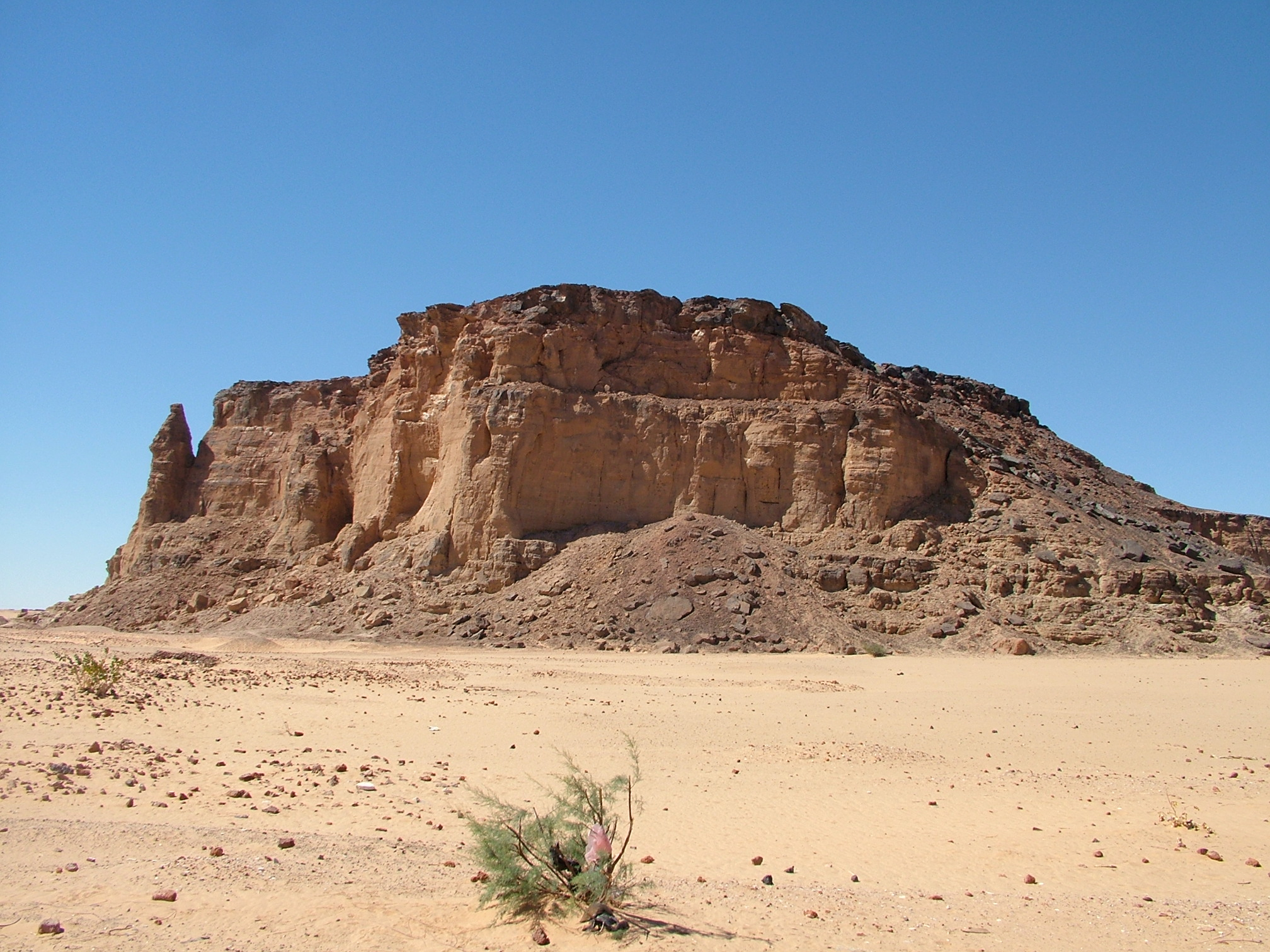
Gebel Barkal

Il existe deux types de tombes durant cette période. L'une de forme ovale et de 0,8 m de profondeur. La seconde de même forme avec une profondeur de 1,3 m, et une seconde chambre plus profonde.
Cette architecture typique de la culture dite du « groupe A » disparut et fut remplacée par une autre, liée aux civilisations dites du « groupe C » (2400–1550 avant notre ère). Les villages se composaient de structures rondes avec des sols en pierre. La structure reposait sur une ossature réalisée avec des matériaux comme le bois ou plus souples. Les briques de terre crues ou adobes sont devenues les matériaux de construction privilégiés à mesure que les villages s'agrandissaient. Les tombes étaient des superstructures cylindriques circulaires constituées de murs de pierre. La fosse était remplie de gravier et de pierres, et recouverte d'un toit de boue séchée ou composé de foin. Plus tard, durant la Deuxième Période intermédiaire égyptienne (environ 1750 à 1550 avant notre ère), une chapelle en adobe était positionnée au nord des tombes. Les tombes provenaient d'El Ghaba, de Kadero, de Sayala et de divers autres sites du nord du Soudan.

### Kerma (2400 à 1500 av. J-C)

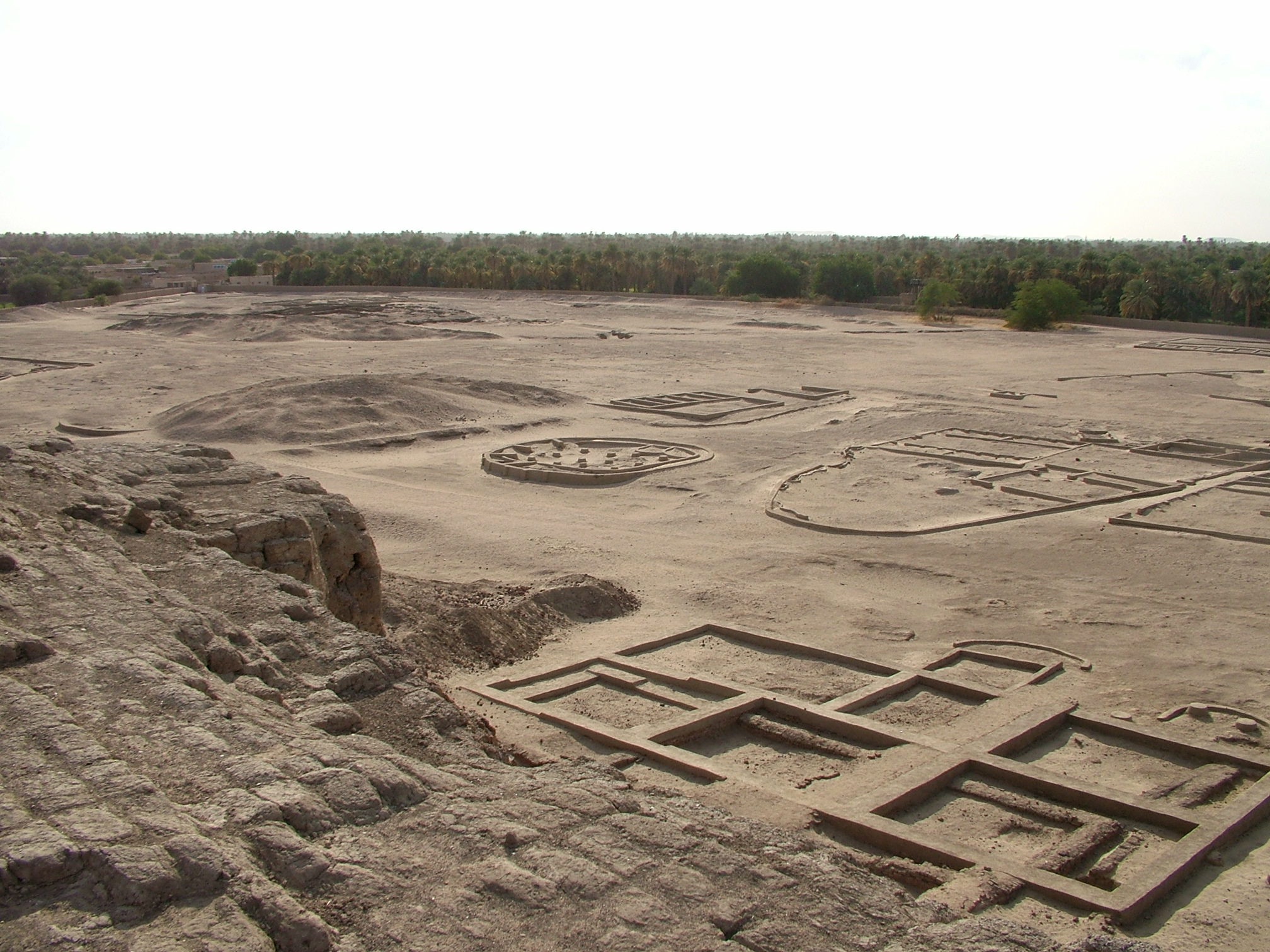
Ruines de la ville de Kerma

La culture du groupe C est liée à la période nubienne de Kerma. La ville de Kerma s'est développée vers 2400 avant notre ère. C'était une ville fortifiée comprenant un édifice religieux, de grandes habitations circulaires, un palais et des routes bien tracées. Du côté Est de la ville, un temple funéraire et une chapelle ont été édifiés. Kerma rassemblait alors une population de 2 000 habitants. L'un des ouvrages les mieux conservés de Kerma est un temple appelé Deffufa, en briques de terre crue où des cérémonies avaient lieu.
Il existe deux temples connus : la Deffufa occidentale à Kerma et une Deffufa située dans la nécropole orientale. L'édifice occidental mesure cinquante mètres de côté sur vingt-cinq de large. Aujourd'hui encore, les ruines de la Deffufa occidentale atteignent une hauteur de près de vingt mètres et dominent la ville. Elle était entourée d'un mur d'enceinte.

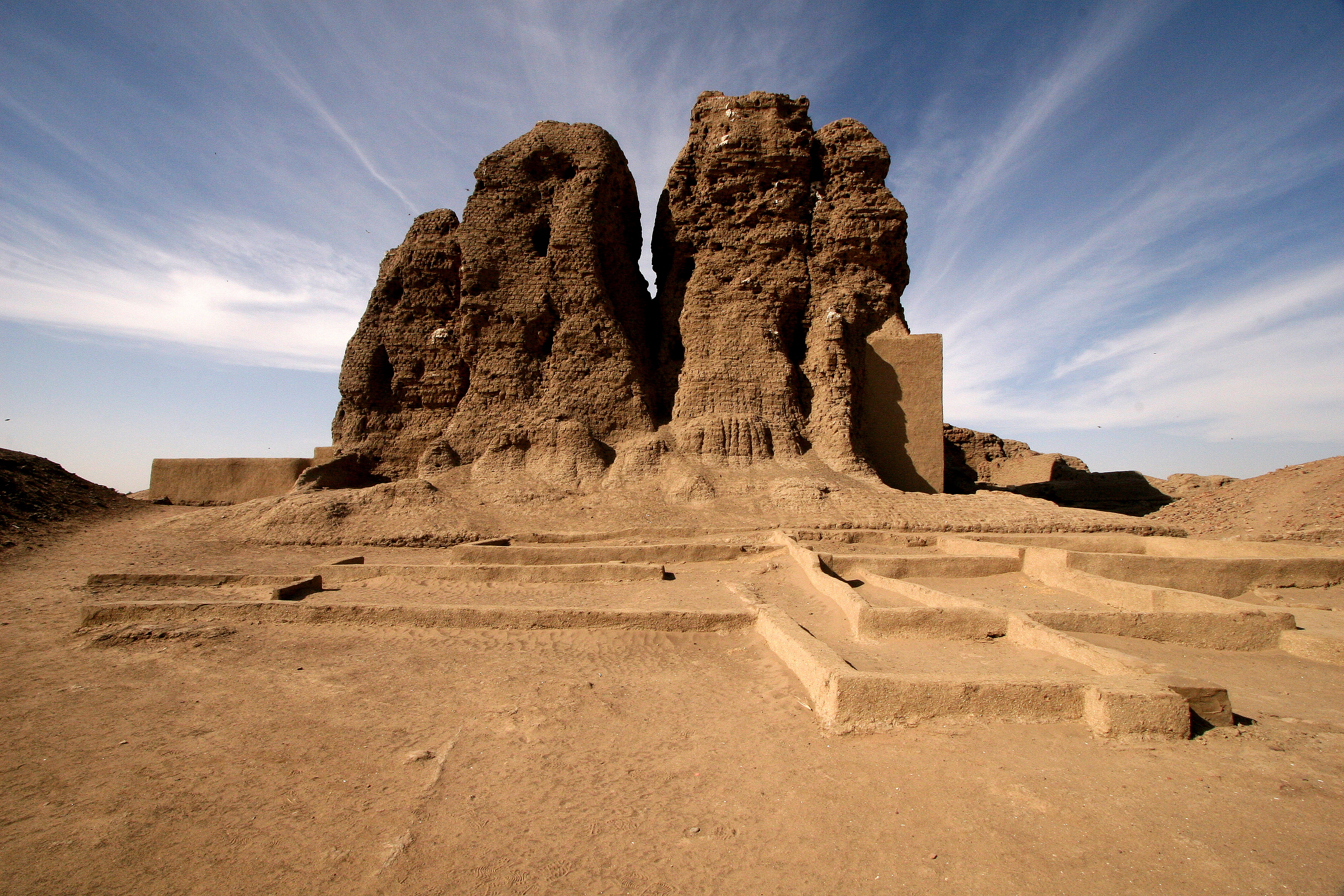
Deffufa occidentale

La Deffufa orientale se trouve à deux kilomètres à l'est du temple occidental. Elle était moins haute, étant composée de seulement deux étages. Elle était constituée de deux salles à colonnes et les murs décorés de portraits d'animaux utilisant des combinaisons de rouge, de bleu, de jaune et de noir. Les sols et certaines parties des murs de l'enceinte extérieure ont été faits en pierre. Les archéologues ont interprété cet édifice comme une chapelle funéraire, puisqu'entourée de près de 30 000 tumuli ou tombes.

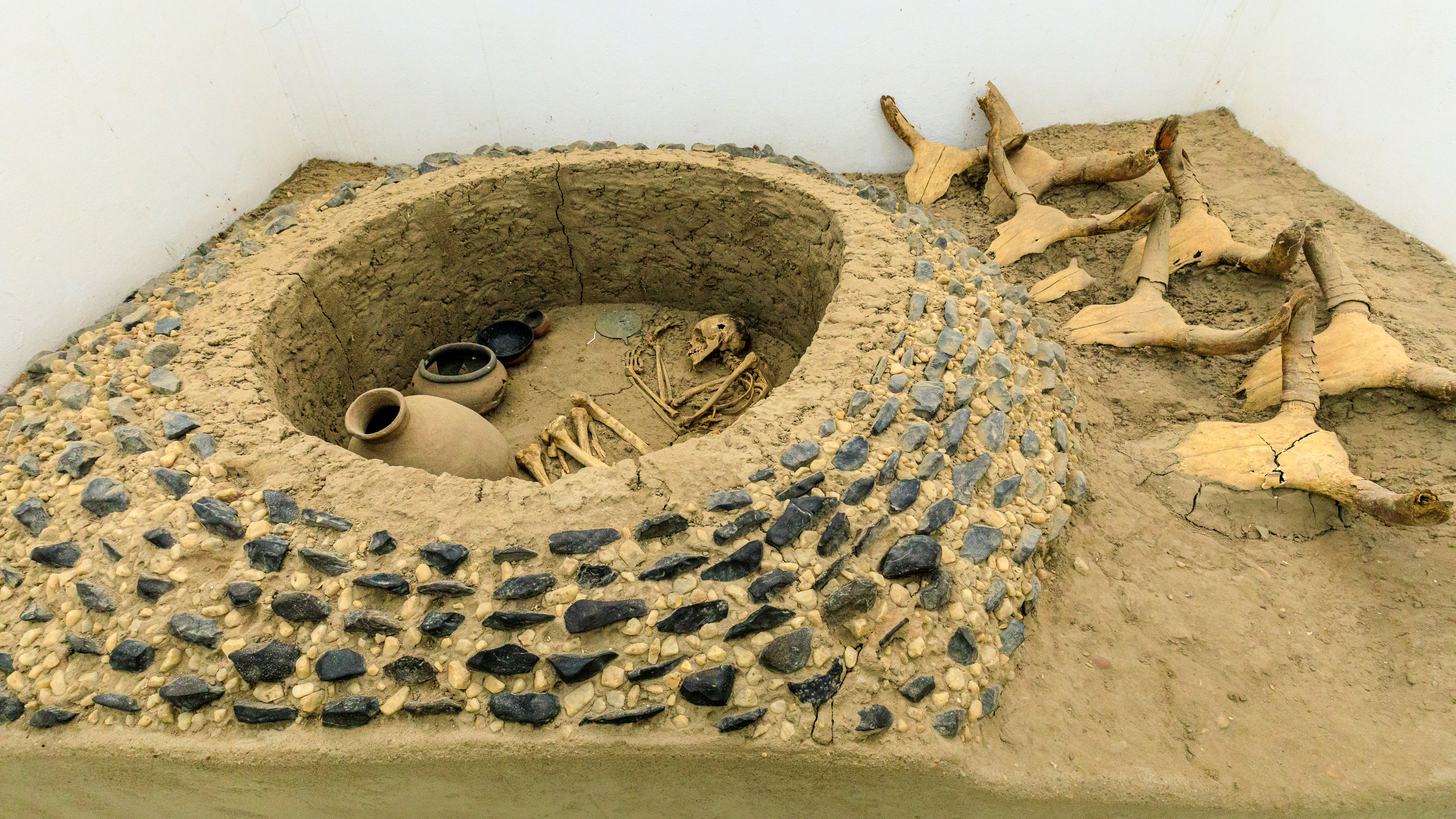
Tumulus de Kerma

Les tombes de Kerma sont remarquables. Ce sont des fosses circulaires au centre d'une butte également circulaire recouverte de galets blancs ou noirs. Il existe quatre immenses tombes dans la partie sud du site. Elles sont positionnées en rangées entourées de tombes plus petites. Leur diamètre est de neuf mètres et leur hauteur de trois mètres. En dessous se trouve une construction complexe : un chemin longeant le diamètre est réalisé avec des murs de terre crue, soutenant la butte au-dessus, avec des murs de terre crue qui semblent avoir été autrefois décorés. Le chemin mène à une chambre comportant une voûte nubienne et une porte en bois où le roi est enterré. Le lit du roi est élaboré avec des pieds sculptés en pierre. La chambre voûtée se trouve au centre de la construction. On estime qu'au total trois-cents humains et mille bovins ont probablement été sacrifiés le jour des funérailles des rois, selon des rituels permettant que la suite du roi puisse l'accompagner dans l'au-delà.

### Napata (1000 à 590 av. J-C)

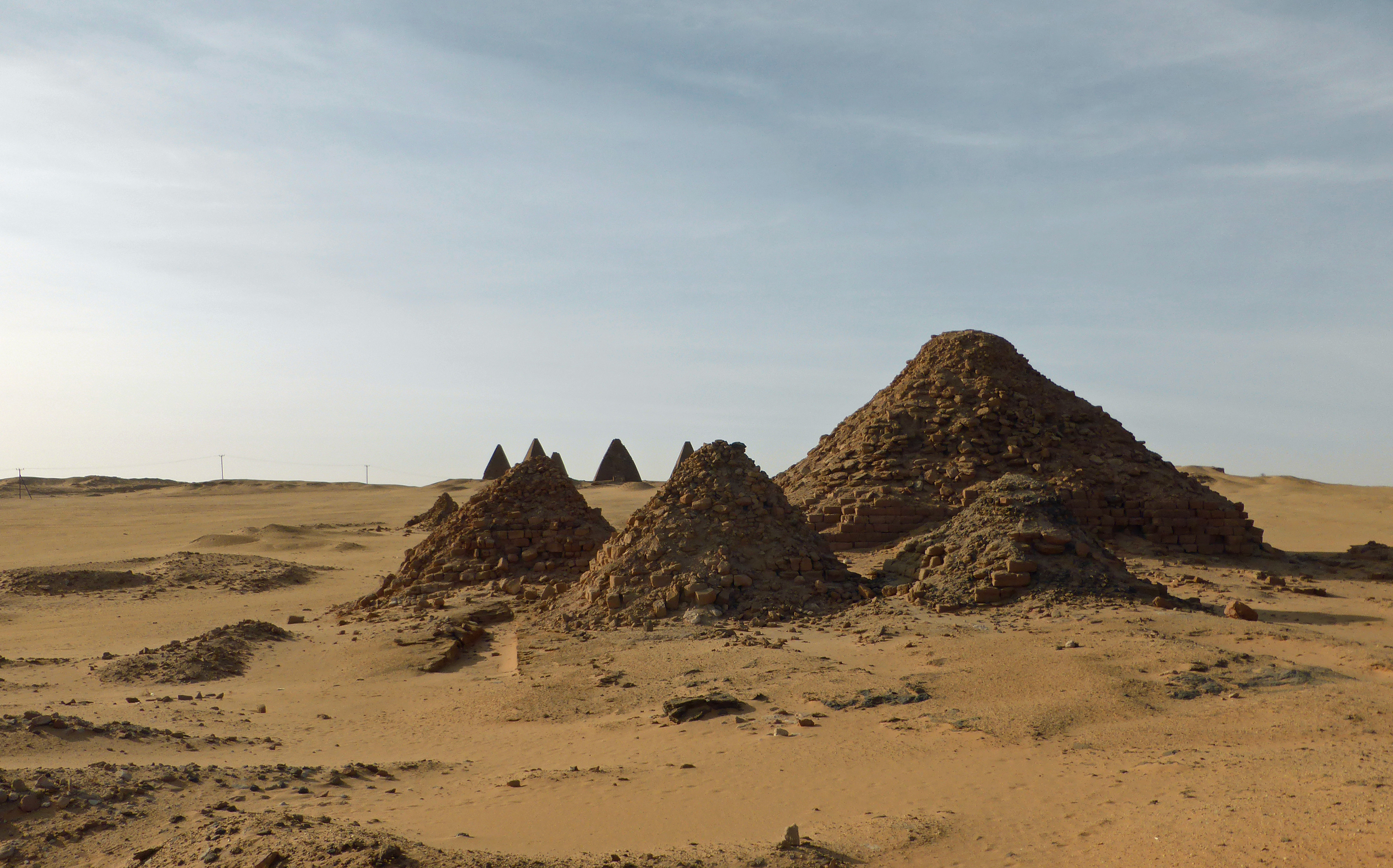
Pyramides près du Gebel Barkal

Entre 1500 et 1085 avant notre ère, l'Égypte a conquis la Nubie et a établi sa domination sur la région. Cette conquête a défini les caractéristiques du royaume de Napata. Ses habitants étaient énormément influencés par l'Égypte et l'ont finalement conquise. Pendant cette période, de nombreuses pyramides et temples sont construits.
Le Gebel Barkal, promontoire rocheux qui domine le site, était d'une grande importance spirituelle pour les pharaons nubiens. Ces derniers tiraient leur légitimité du site. C'est là que se tenaient les rites du couronnement des pharaons et où l'oracle était consulté. Les Égyptiens considéraient le Gebel Barkal comme étant la demeure de la divinité Amon. Des temples de Mout, Hathor et Bès ainsi que treize autres temples et trois palais ont également été mis au jour.
La ville de Napata n'a pas été entièrement dégagée. La construction de certains des temples a été démarrée par divers pharaons puis poursuivie par les pharaons successifs. Reisner a mis au jour Gebel Barkal, référençant ses monuments « B » comme Barkal. Parmi lesquels : B200 (temple de Taharqa), B300 (autre temple de Taharqa dédié à la déesse Mout), B500 (temple d'Amon), B501 (cour extérieure), B502 (salle hypostyle), B700 (temple), B800sub (temple d'Alara) et B1200 (palais). Psammétique II de la XXVIe dynastie a saccagé la région en 593 avant notre ère, détruisant toutes les statues nubiennes au sein du temple B500.
Des pyramides nubiennes ont été construites sur trois sites majeurs : El-Kourrou, Nouri et Méroé. Davantage de pyramides ont été construites en Nubie qu'en Égypte et sur une plus longue période. La Nubie comporte plus de deux-cent-vingt pyramides. Celles-ci étaient plus petites que les pyramides égyptiennes et servaient de tombeaux aux rois et aux reines. Les caractéristiques générales des pyramides de Nubie étaient les suivantes : des murs abrupts (angle d'environ 70°), la présence d'une chapelle orientée vers l'est, d'un escalier également orienté vers l'est et d'un accès à la chambre par cet escalier.
La nécropole d'El-Kourrou a été le premier site majeur découvert. Elle est située à treize kilomètres au sud du Gebel Barkal. La plupart des monuments ont été réalisés en grès et atteignaient dix à trente mètres de hauteur. Une dizaine de pharaons et quatorze reines ont été enterrés à El-Kourrou. Nouri, autre nécropole du royaume de Napata, est aussi un site important de pyramides, à une dizaine de kilomètres au nord-est du Gebel Barkal. Il abritait les tombes de vingt pharaons et de cinquante-quatre reines. Les pyramides des pharaons mesurent de 39,5 à 65 mètres de hauteur et celles des reines entre neuf et dix-sept mètres. Les tombes étaient taillées dans la roche. La chambre des pharaons et celle des reines contenaient respectivement trois et deux pièces interconnectées.

### Méroé (590 av. J-C - 350 ap. J-C)

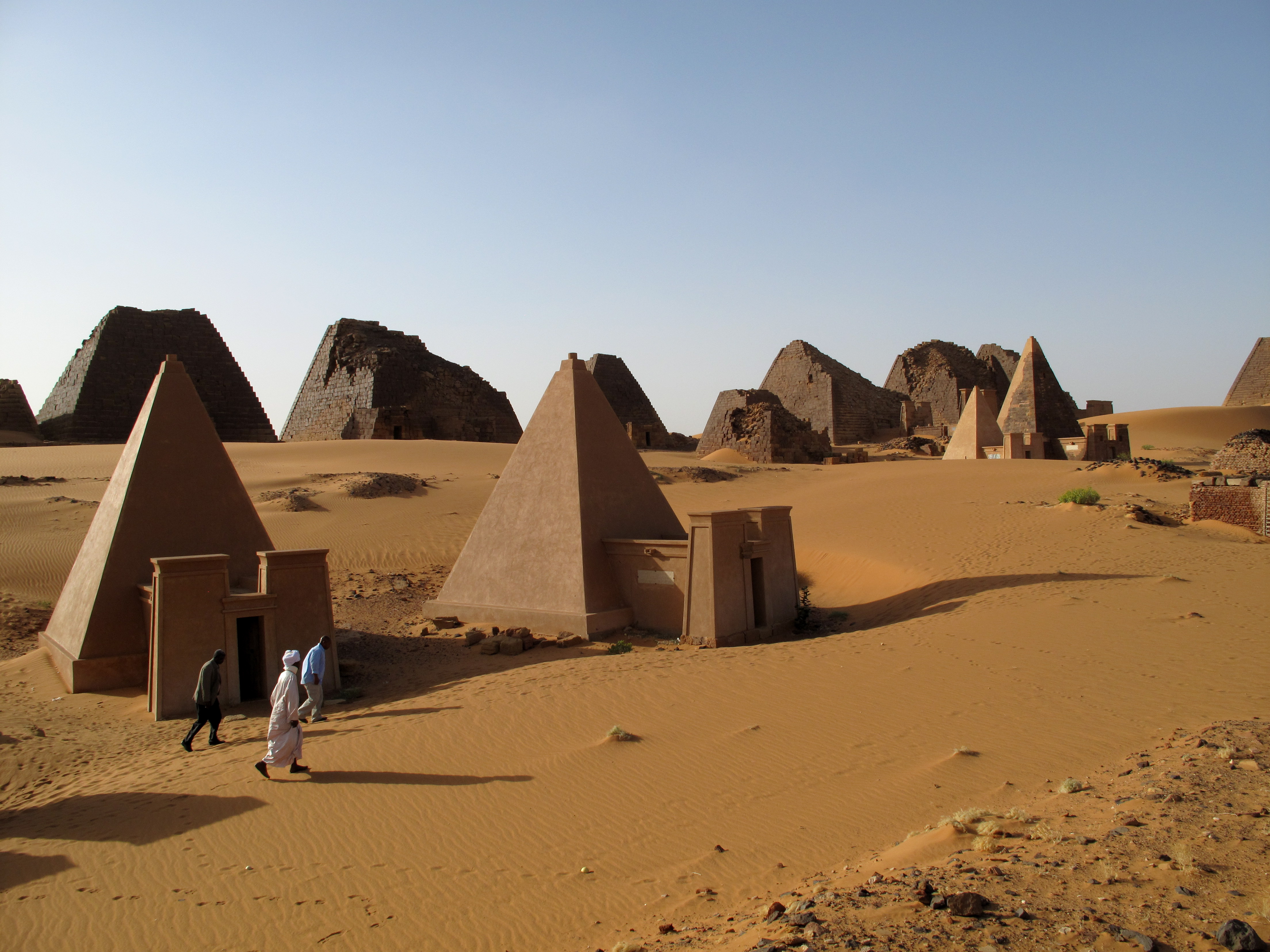
Pyramides de Méroé

Le troisième site de pyramides de Nubie, Méroé, est considéré comme le plus grand site archéologique de ce type au monde. Il comporte plus de pyramides nubiennes que tout autre site.
Les Nubiens de l'Antiquité avaient établi un système mégalithique permettant l'observation astronomique,. De nombreux sites similaires sont situées à Méroé. Le plus connu, Nabta Playa, a dû être préservé de l'usure provoquée par l'afflux grandissant des touristes au début des années 2000. Les pierres ont été remplacées par des imitations et le site fut reconstitué au musée de la Nubie à Assouan. Au cours de la période méroïtique de l'histoire de la Nubie, les Nubiens antiques utilisaient une méthodologie trigonométrique similaire à celle des Égyptiens.

### Période chrétienne

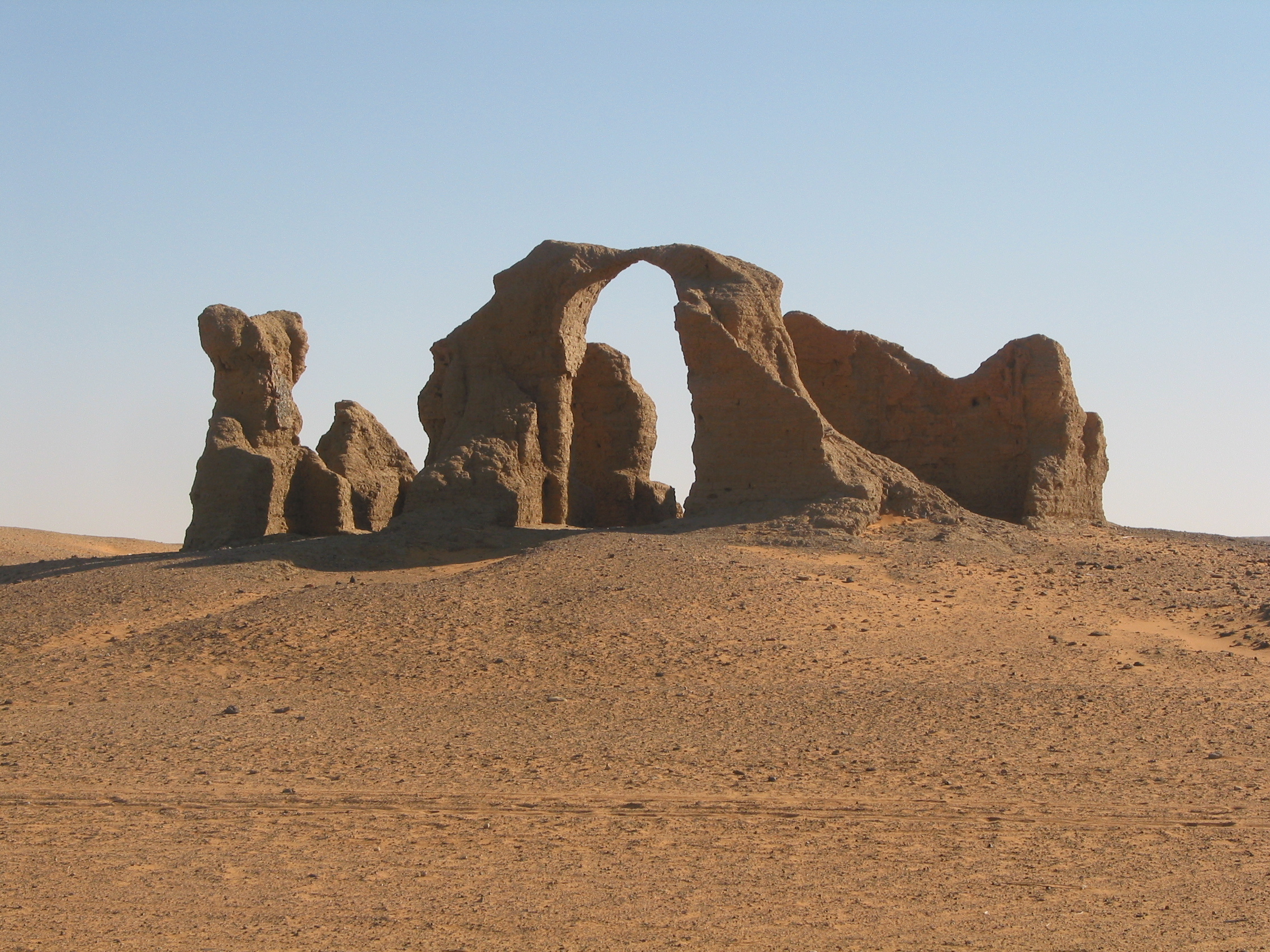
Les vestiges de l'église du Nord à Vieux Dongola

La christianisation de la Nubie a commencé au VIe siècle. Les constructions les plus représentatives de cette époque sont les églises, édifiées selon le modèle des basiliques de Byzance. Les bâtiments étaient de taille relativement réduite, réalisés en briques de terre crue et de forme rectangulaire avec des allées Nord et Sud. Des colonnes servaient à diviser la nef. L'autel se tenait devant l'abside, située du côté Est. La zone entre l'autel et l'abside s'appelait le haïkal. À l'ouest se trouvait une tour ou une chambre haute également dans les angles sud et nord. Les portes étaient intégrées dans les murs nord et sud. Quelques églises telles que la cathédrale de Faras ont survécu. Les peintures des églises illustrant des thèmes bibliques étaient nombreuses mais peu ont perduré. Les plus belles peintures d'églises qui ont survécu étaient celles de l'église Rivergate de Faras et de l'église d'Ab El Qadir.
L'architecture vernaculaire de la période chrétienne est rare. L'architecture de Soba est la seule à avoir été sortie de terre. Les constructions sont en briques séchées au soleil, les mêmes que celles du Soudan actuel, à l'exception d'une arche.
Une caractéristique importante des églises nubiennes sont les voûtes en briques de terre crue. La construction en briques de terre crue a été relancée par l'architecte égyptien Hassan Fathy après avoir redécouvert la technique dans le village nubien d'Abou al-Riche. La technique est prônée par les écologistes comme étant respectueuse de l'environnement et durable, car elle utilise de la terre pure et non cuite sans avoir besoin de bois, ni de procédé gourmand en énergie telle que la cuisson.

### Période islamique
La conversion à l'islam de la région a été un processus lent et progressif, avec près de six-cents ans de résistance. La plupart des constructions de l'époque sont des mosquées construites en briques de terre crue. L'une des premières tentatives de conquête a été menée par l'Égyptien Ibn Abi Sarh, un général musulman qui a tenté de conquérir toute la Nubie au VIIIe siècle. Devant l'incertitude des rapports de forces, un traité appelé Baqt a façonné les relations égypto-nubiennes pendant six siècles et a permis la construction d'une mosquée dans la capitale nubienne de Vieux Dongola pour les voyageurs musulmans. Au milieu du XIVe siècle, la Nubie s'était convertie à l'islam. L'église royale de Dongola a été transformée en mosquée, comme de nombreux autres.
Les tombes étaient de simples fosses, avec des corps pointant en direction de La Mecque. Parmi les constructions remarquables, on peut citer les gubbas, des tombes réservées aux saints musulmans construites en briques d'adobe avec des dômes blanchis à la chaux.